# Fatima (Weert)
Fatima (ook: Molenveld) is een wijk ten westen van het centrum van Weert. Het is rond 1949 ontstaan als arbeiderswijk, dicht bij de industriegebieden ten westen van het centrum. Veel arbeiders van de oude lucifersfabriek, de tricotagefabriek Beerens, drukkerij Smeets en vele andere bedrijven gingen in de wijk wonen. De wijk is gebouwd als een tuindorp. Een gedeelte ervan is een beschermd stadsgezicht.
De wijk is genoemd naar de patroonheilige van de parochiekerk in het oudste gedeelte van de buurt: Onze-Lieve-Vrouw van Fátima.
Stad: Weert

Kerkdorpen: Altweerterheide · Laar · Stramproy · Swartbroek · Tungelroy 

Buurtschappen: Altweert · Bosven · Breyvin · Castert · Crixhoek · De Berg · De Boberden · De Horst · Dijkerstraat · Hei · Houtbroek · Hushoven · Oud-Boshoven · Rietbroek · Vlootkant · Wisbroek

Woonwijken: Boshoven (Vrakker · Oda · Oud-Boshoven) · Laarveld · Molenakker · Kampershoek · Fatima · Weert-Centrum · Biest · Groenewoud · Leuken (Vrouwenhof · Leuken-Noord) · Keent (Parkhof) · Moesel · Graswinkel · Rond de Kazerne (Altweert · Boshoverbeek) 

Limburg: Steden en dorpen      Nederland: Provincies · Gemeenten